# Ryszard Lenczewski
Ryszard Lenczewski (né le 5 juin 1948  à Miłków, en Pologne) est un directeur de la photographie polonais.

## Filmographie
- 2002 : Seuls au bout du monde (série télévisée)
- 2003 : Intermission
- 2011 : La Femme du Vème
- 2013 : Ida

## Récompenses et distinctions
- Prix du cinéma européen 2014 : Meilleur directeur de la photographie pour Ida